# Spyscape
Spyscape ist ein privat finanziertes, öffentlich zugängliches Museum in New York City. Es widmet sich dem Thema Spionage. 

## Geschichte
Spyscape, das sich selbst als Erlebnismuseum bezeichnet, befindet sich in Midtown Manhattan nur wenige hundert Meter südlich des Central Park an der Kreuzung der Eighth Avenue mit der 55th Street. Es wurde von Archimedia, einer im Vereinigten Königreich ansässigen privaten Investmentgruppe, konzipiert und im Jahr 2018 eröffnet.
Auf etwa sechstausend Quadratmetern Fläche widmet es sich den unterschiedlichen Aspekten von Spionage, wie Täuschung, Hacking und Cyberkrieg. Den Besuchern bietet es darüber hinaus die Möglichkeit zur Interaktion, indem sie beispielsweise James Bond spielen und „geheime“ Nachrichten selbst verschlüsseln oder entschlüsseln.